# Рекоаса (комуна)
Рекоаса (рум. Răcoasa) — комуна у повіті Вранча в Румунії. До складу комуни входять такі села (дані про населення за 2002 рік):
- Варніца (580 осіб)
- Вердя (784 особи)
- Гогою (225 осіб)
- Мерешть (624 особи)
- Рекоаса (1259 осіб)

Комуна розташована на відстані 183 км на північ від Бухареста, 40 км на північний захід від Фокшан, 140 км на південний захід від Ясс, 109 км на північний захід від Галаца, 105 км на схід від Брашова.

## Населення
За даними перепису населення 2002 року у комуні проживали 3472 особи.
Національний склад населення комуни:
| Національність | Кількість осіб | Відсоток |
| -------------- | -------------- | -------- |
| румуни         | 3412           | 98,3%    |
| цигани         | 59             | 1,7%     |
| угорці         | 1              | < 0,1%   |

Рідною мовою назвали:
| Мова      | Кількість осіб | Відсоток |
| --------- | -------------- | -------- |
| румунська | 3471           | > 99,9%  |
| угорська  | 1              | < 0,1%   |

Склад населення комуни за віросповіданням:
| Релігія       | Кількість осіб | Відсоток |
| ------------- | -------------- | -------- |
| православні   | 3340           | 96,2%    |
| старообрядці  | 90             | 2,6%     |
| бретрени      | 14             | 0,4%     |
| баптисти      | 11             | 0,3%     |
| п'ятдесятники | 9              | 0,3%     |
| римо-католики | 5              | 0,1%     |
| атеїсти       | 3              | 0,1%     |